# Melczer Tibor
Melczer Tibor (Békéscsaba, 1879. május 5. – Budapest, 1936. július 2.) magyar gépészmérnök, repülőgép szerkesztő, egyetemi tanár.

## Életpálya
Melczer Kálmán és Bohus Julianna fia. Tanulmányai során a bécsi műszaki főiskolán üzemmérnöki diplomát, 1900-ban a Műszaki Egyetemen gépészmérnöki oklevelet szerzett. Budapesten Czakó Adolf, majd Bánki Donát tanársegédje, később adjunktusa. Házasságkötését követően Fischamendben a repülőkísérleti állomáson dolgozott, ahol megtanulta a repülőgépek számításának elméletét és építésének gyakorlatát. 1909-ben bekapcsolódott Bánki Donát repülőgép-stabilizátor kísérleteibe. Az 1. világháborúban Bécsben teljesített szolgálatot. Hazatérve újra tanársegéd. 1914-ben a Magyar Lloyd Repülőgép- és Motorgyár Rt. főmérnöke. A német tervezésű, de az Rt.-ben gyártott DFW B I típusú kétszárnyú kétüléses repülőgépet áttervezte, lényegesen egyszerűbbé tette. A gép 1914-ben Aspernben rendezett versenyen, minden osztrák típusnál magasabbra, 6170 méterre emelkedett fel, és három világrekordot ért el. Az eredmény, nagy sorozatgyártású megrendelés. A fejlesztés igényelte a tervezőiroda megalakítását. 1918-ig 18 különféle repülőgép-típust terveztek, legtöbbjük sorozatgyártásra került.  A Lloyd-felderítők az első világháború elején a legjobb típusoknak számítottak. Szabadalma alapján réteges falemez borítású, nagy szilárdságú szárnyszerkezettel (úttörő jelentőségű) is terveztek gépeket, sőt néhány hárommotoros óriás repülőgépet is terveztek építeni. 1919-ben megszervezte a Magyarországi Tanácsköztársaság polgári légügyi hivatalát.  Az aszódi üzemet, a trianoni békeszerződés rendelkezése szerint 1922-ben lerombolták. Meghívott előadó lett a Műegyetemen, 1932-től műegyetemi rendkívüli tanár. Előadásait jegyzetbe foglalták, és ez lett hosszú időn át a repülőgép-tervezés első magyar nyelvű szakkönyve.

## Főbb művei
Melczer Tibor – Zsélyi Aladár: A nagy aeroplánok kérdése. 1912, Budapest; Magyar Automobil és Aviatikai Szemle kiadása.
Vasy Géza összeállítása: A sárkányrepülőgépek működésének és számításának alapelvei (egyetemi előadásainak anyaga); 1929, Budapest; Magyar Aero Szövetség kiadása,..

## Szakmai sikerek
2005-ben Békéscsabán utcát neveztek el róla.

## Külső hivatkozások
- Melczer Tibor. kfki.hu. (Hozzáférés: 2014. március 10.)
- Melczer Tibor. oszk.hu. (Hozzáférés: 2014. március 10.)